# Augsburger Straße (Berlins tunnelbana)
Augsburger Straße är en tunnelbanestation som ingår i Berlins tunnelbana och som ligger under gatan Nürnberger strasse i västra Berlin. Stationen trafikeras av linje U3 och invigdes 1961 som en ersättning för Nürnberger Platz station. I närheten av stationen ligger Los-Angeles-Platz.

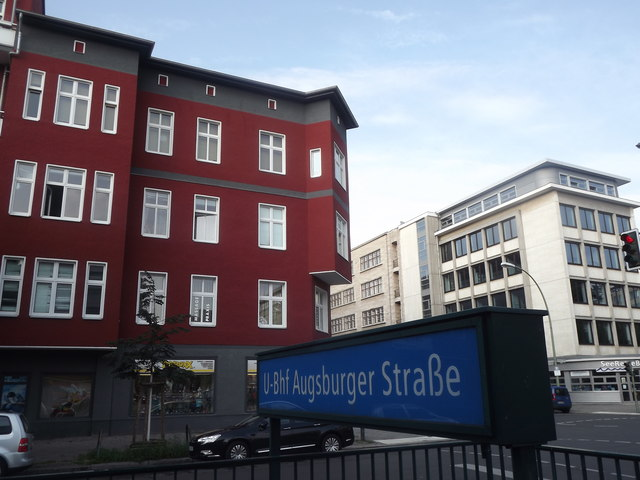
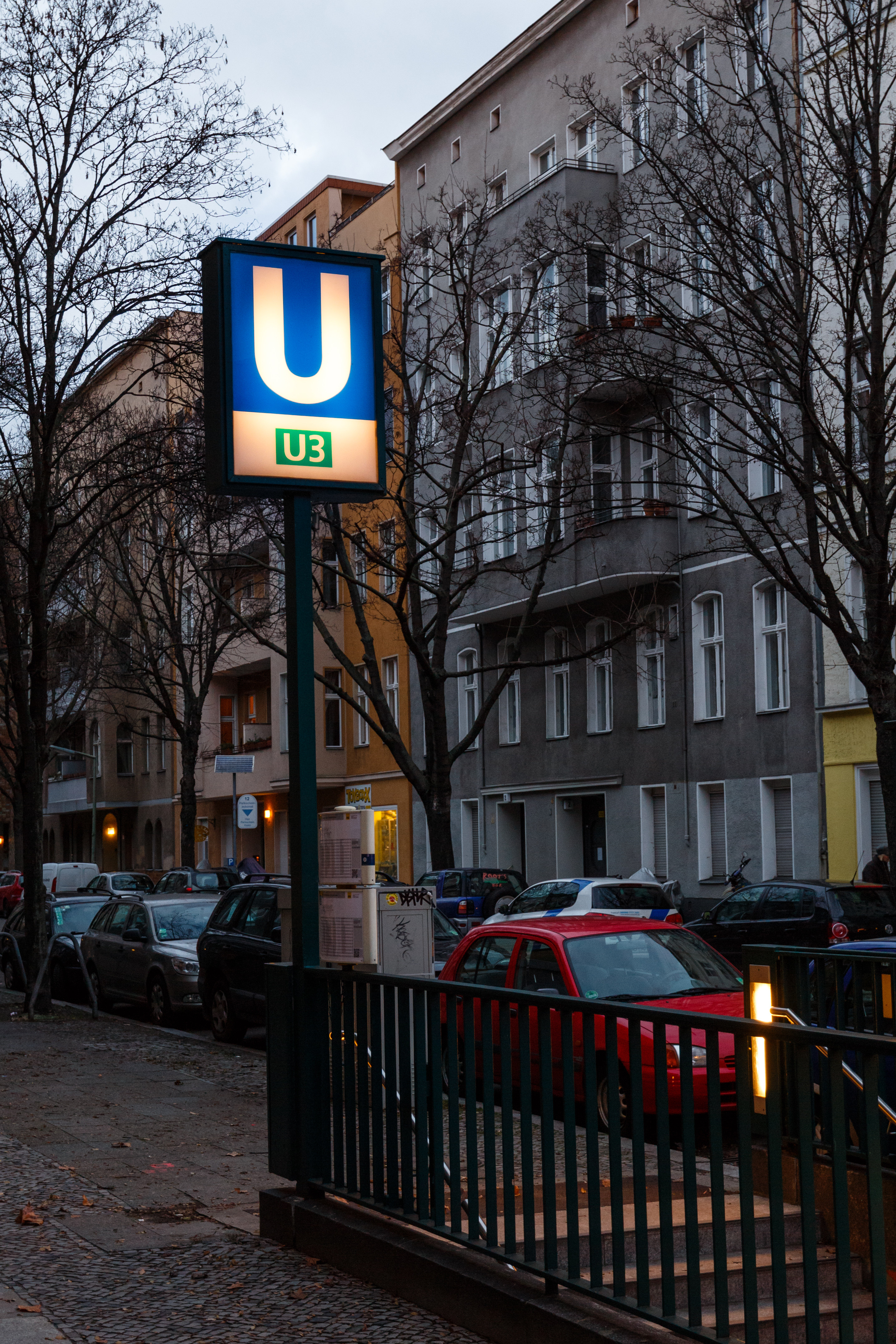
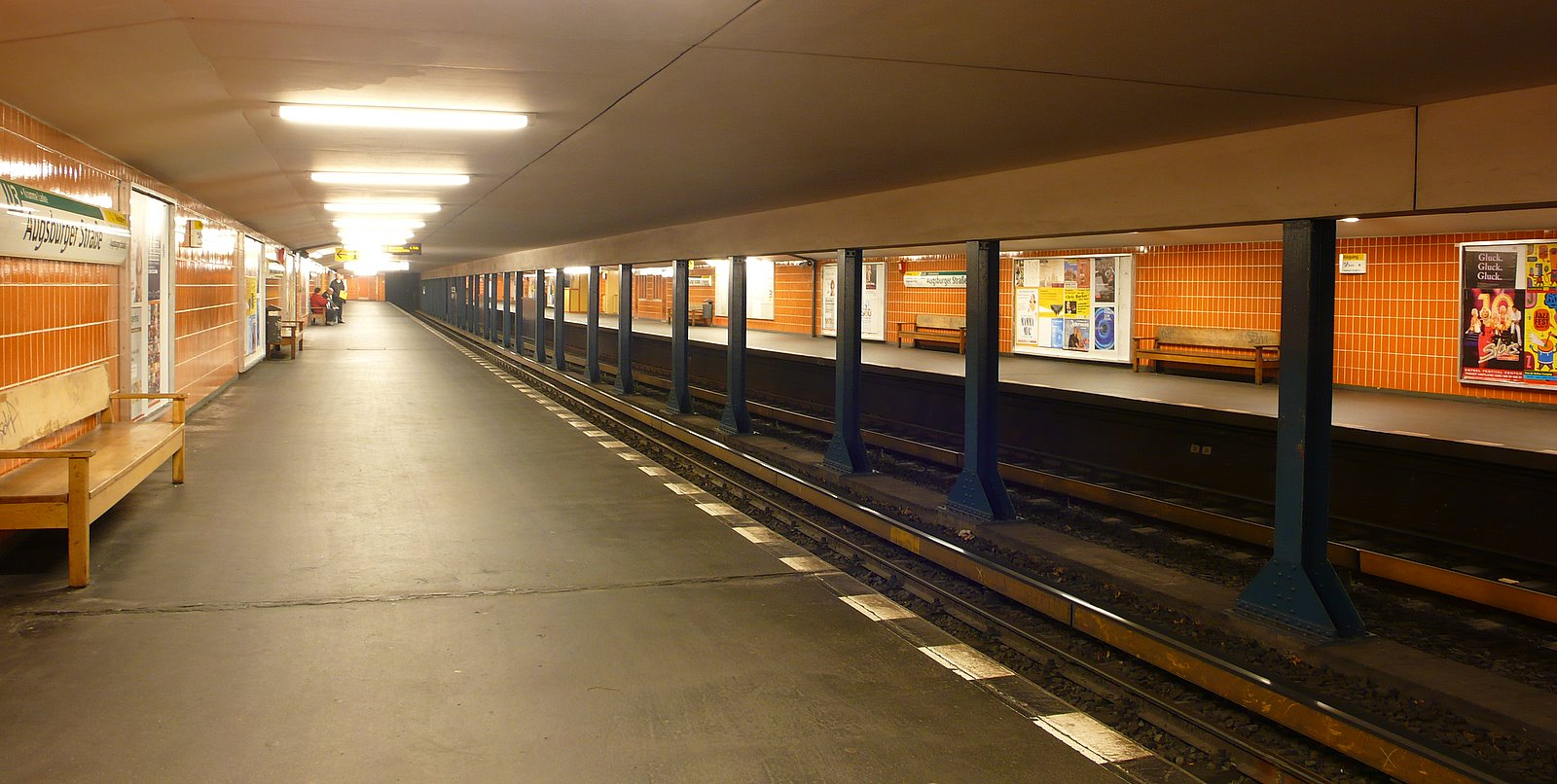
Perrongen

## Weblänkar
- Wikimedia Commons har media som rör U-Bahnhof Augsburger Straße.
- Umgebungsplan der BVG (PDF, 33 kB)
- Weitere Bilder des Bahnhofs bei untergrundbahn.de